# Nordic Institute for Theoretical Physics
Nordita – Skandynawski Instytut Fizyki Teoretycznej (ang. Nordic Institute for Theoretical Physics) – organizacja międzynarodowa zajmująca się badaniami w dziedzinie fizyki teoretycznej. Założona w 1957 roku w Kopenhadze przez prof. Nielsa Bohra i szwedzkiego ministra Torstena Gustafsona. Na jesieni 2006 przeniesiona do ośrodka uniwersyteckiego Alba Nova w Sztokholmie.
Głównymi obszarami badań Nordita są:
- astrofizyka
- biofizyka
- fizyka ciała stałego
- fizyka cząstek elementarnych.